# Fate
Fate er en amerikansk stumfilm fra 1913 af D. W. Griffith.

## Medvirkende
- Charles Hill Mailes – Sim Sloane
- Robert Harron
- John T. Dillon
- Lionel Barrymore
- Mae Marsh